# The Quarterly Review
The Quarterly Review var en konservativ engelsk kvartalstidskrift för politik och litteratur som utges i London.
Den startades ursprungligen 1809 som motvikt till whigorganet The Edinburgh Review av John Murray med stöd av bland andra Walter Scott, som var en flitig medarbetare.
Av politiska medarbetare under senare delen av 1800-talet märks särskilt markisen av Salisbury.
The Quarterly Review upphörde 1967. En publikation med samma namn grundades 2007, vilken var en efterföljare till Right Now!.